# 스티븐 데이비드 캐틀린
스티븐 데이비드 캐틀린(영어: Steven David Catlin, 1944년 ~ )은 미국의 연쇄살인자이다. 자신의 아내 두 명과 자신을 입양한 어머니를 독살한 혐의로 유죄 판결을 받았으며 현재는 캘리포니아주에 위치한 샌 퀜틴 주립 교도소에 수감되어 있다.

## 생애
1944년 캘리포니아주 컨군에서 태어나서 글렌과 마사 캐틀린 부부에 의해 입양되었다. 고등학교를 중퇴한 이후에는 어떠한 직업 없이 살아왔다.
1976년 4월에는 조이스 캐틀린이 중증 인플루엔자 증세로 인해 베이커스필드에 위치한 머시 병원에 입원했다. 조이스 캐틀린은 병이 나아지는 것처럼 보였으나 갑자기 증세가 악화되면서 5월 6일에 폐렴으로 사망했다. 스티븐 캐틀린은 그의 유골을 화장하라고 명령했다.
스티븐 캐틀린은 1977년 5월에 5번째 부인인 글레나 케이와 결혼하여 캘리포니아주 프레스노로 이주하여 지역 차고에서 일자리를 찾았다. 빠른 승진은 그를 40명의 직원을 책임지게 했지만 캐틀린은 비싼 취향을 가지고 있었고 돈은 언제나 빠듯했다. 1980년 10월 28일에는 자신의 양아버지가 폐에 있던 체액이 암으로 전이되는 증세로 인해 갑자기 사망했다. 양아버지의 시신은 캐틀린의 명령에 의해 재빨리 화장되었다.
스티븐 캐틀린은 생명 보험금으로 5만 7천 달러를 받았고 또 다른 부부를 만났다. 스티븐 캐틀린이 베이커스필드로 돌아오던 과정에서 스티븐 캐틀린의 3번째 전 부인은 캐틀린의 생애에서 일련의 죽음에 대한 의심을 품은 상태에서 지역 보안관에게 접근했다. 조이스 캐틀린은 화장되었지만 병원에서는 1984년 11월에 검사된 그녀의 조직 샘플 가운데 일부를 보관했다. 병원은 부검을 통해 이들이 독성을 가진 제초제 성분인 파라콰트에 중독되어 사망했다고 밝혔다.
케른군 지방법원 배심원단은 1990년 6월 1일에 조이스 캐틀린·마사 캐틀린과 관련된 스티븐 캐틀린의 살인 혐의에 대해 유죄 평결을 내렸고 배심원단은 검찰의 특수 상황 혐의(영리적 살인, 독극물 살인, 다중 살인)에 동의했다. 배심원들은 1990년 6월 6일에 열린 재판에서 캐틀린의 형량을 사형에 처했다.